# Yorkville (Tennessee)
Yorkville es una ciudad ubicada en el condado de Gibson en el estado estadounidense de Tennessee. En el Censo de 2010 tenía una población de 286 habitantes y una densidad poblacional de 77,6 personas por km².

## Geografía
Yorkville se encuentra ubicada en las coordenadas 36°5′48″N 89°7′7″O / 36.09667, -89.11861. Según la Oficina del Censo de los Estados Unidos, Yorkville tiene una superficie total de 3.69 km², de la cual 3.69 km² corresponden a tierra firme y (0%) 0 km² es agua.

## Demografía
Según el censo de 2010, había 286 personas residiendo en Yorkville. La densidad de población era de 77,6 hab./km². De los 286 habitantes, Yorkville estaba compuesto por el 96.85% blancos, el 0.35% eran afroamericanos, el 1.05% eran amerindios, el 0% eran asiáticos, el 0% eran isleños del Pacífico, el 0.35% eran de otras razas y el 1.4% pertenecían a dos o más razas. Del total de la población el 0.35% eran hispanos o latinos de cualquier raza.